# Ptilodexia strenua
Ptilodexia strenua är en tvåvingeart som först beskrevs av Robineau-desvoidy 1830.  Ptilodexia strenua ingår i släktet Ptilodexia och familjen parasitflugor. Inga underarter finns listade i Catalogue of Life.